# Fitoacustica
La fitoacustica, detta anche bioacustica vegetale o bioacustica verde, studia i rapporti fra il mondo vegetale (alberi, piante, ma anche funghi) e quello dei suoni, sia per quanto riguarda lo studio delle modalità con le quali le piante producono suoni sia per quello che riguarda le modalità con le quali le piante rispondono e reagiscono ai suoni (fonotropismo). 
Questi rapporti si manifestano in primo luogo attraverso un'attività acustica vera e propria attraverso la generazione di suoni che solitamente sono al di fuori del campo di udibilità dell'orecchio umano ovvero attraverso infrasuoni o ultrasuoni. Le ricerche hanno evidenziato che alcuni di questi suoni possono essere il risultato di variazioni meccaniche ad esempio collegate all'idratazione (alterazioni nella rigidità della struttura) oppure alla presenza di bolle, ecc.
Vi sono alcuni suoni emessi dalle piante la cui origine è ancora sconosciuta anche perché le piante stesse non dispongono di organi specifici destinati alla generazione e alla percezione dei suoni.
Un'altra modalità di collegamento fra il mondo vegetale e quello dei suoni si lega all'utilizzo della Conduttività Elettrica (CE) di una pianta per generare suoni. Le variazioni nella conduttività e nell’attività bioelettrica di una pianta, grazie a specifici dispositivi audio che fondamentalmente permettono di trasformare questa attività bio-elettromagnetica vegetale in esperienze udibili, possono fornire degli importanti indicatori della vitalità delle piante. La CE di una pianta è influenzata da un numero molto ampio di variabili: esposizione o meno alla luce con presenza di luce naturale o artificiale, umidità, temperatura, presenza di patogeni, qualità e caratteristiche del suolo, vibrazioni, altri suoni nell’ambiente, ecc... Applicando degli elettrodi, ad esempio sulle foglie, è possibile captare la variazione di umidità delle foglie ed il livello di evaporazione della quantità di acqua dalle foglie che regola l'apertura degli stomi.
Questi segnali elettrici, in assenza di un sistema nervoso, sembrano spostarsi lungo i vasi del sistema vascolare vegetale (xilema e floema) che corre dalle radici fino alle estremità dei getti. 
Inoltre, impiegando la conduttività elettrica di una pianta, di un albero o dei funghi per generare impulsi e trasformarli in segnali acustici (e quindi elaborarli con un sintetizzatore), è possibile creare suoni armonici, fino anche musica con la realizzazione, in particolare nell'ambito di attività di Arte e Scienza, di performance musicali “interspecie” in cui musicisti umani possono suonare insieme a delle piante. 
Approfondire il rapporto fra il mondo vegetale e quello dei suoni può offrire interessanti contributi sia per attività divulgative e di comunicazione scientifica sia per analizzare la fisiologia delle piante attraverso una prospettiva diversa. La fitoacustica può inoltre contribuire a riflettere sul "comportamento" delle piante sulla base delle loro risposte sonore.